# Felício Pinto Coelho de Mendonça
Felício Moniz Pinto Coelho de Mendonça (Barão de Cocais, 26 de fevereiro de 1790 – Rio de Janeiro, 1 de julho de 1833) foi um nobre e militar brasileiro, primeiro marido da Marquesa de Santos.

## Biografia e família
Felício Moniz Pinto Coelho de Mendonça nasceu a 26 de fevereiro de 1790, em Barão de Cocais, Minas Gerais, Brasil. Era moço-fidalgo da Casa Real e oficial do segundo esquadrão do Corpo de Dragões da cidade de Vila Rica. Em 13 de janeiro de 1813, casou com Domitila de Castro do Canto e Mello, com quem teve três filhos. Segundo vários historiadores, era um homem violento, que a espancava e violentava. Divorciaram-se em 21 de maio de 1824.
Era filho do Capitão-mor Felicio Moniz Pinto Coelho e de Mariana Manuela Furtado Leite de Mendonça. Seu bisavô fora Antônio Caetano Pinto Coelho, nascido no Reino em 1671, que foi para o Brasil como Capitão-mor de Itanhaém, filho de Francisco Pinto da Cunha, cavaleiro da Ordem de Santo Estevão de Florença, neto de António Pinto Coelho, 9º senhor de  Felgueiras e Vieira e 14° neto de D. Egas Mendes de Gundar, patriarca da família dos Pinto em Portugal; era também 10º neto de Pêro Coelho, implicado na morte de D. Inês de Castro, e 17º neto de D. Egas Moniz, o Aio de D. Afonso Henriques. Antônio Caetano casou, cerca de 1712, com  Maria Josefa de Azeredo Coutinho, terceira neta de Marcos de Azeredo, patriarca da família Azeredo Coutinho do Rio de Janeiro. Seus descendentes passaram a assinar Pinto Coelho Coutinho.
Dois primos de Felício ficaram conhecidos na história de Minas Gerais: o coronel Antônio Caetano Pinto Coelho da Cunha, nascido na freguesia de São João Batista do Morro Grande, em Vila Nova da Rainha de Caeté, Sabará, teve mercê do Hábito de Cristo em 1805 e de Moço Fidalgo em 1808. Seu outro primo, o coronel José Feliciano Pinto Coelho da Cunha, que morreria em Minas Gerais em 9 de julho de 1869, foi vereador da Casa Imperial, deputado, agraciado com o título de barão de Cocais, com honras de grandeza.

## Morte
Felício faleceu no ano de 1833 aos 43 anos no Rio de Janeiro de causas desconhecidas.